# El Nogal, Oaxaca
El Nogal är en ort i Mexiko.   Den ligger i kommunen Santo Domingo Tomaltepec och delstaten Oaxaca, i den sydöstra delen av landet, 400 km sydost om huvudstaden Mexico City. El Nogal ligger 1 573 meter över havet och antalet invånare är 179.
Terrängen runt El Nogal är kuperad åt nordväst, men åt sydost är den platt. Runt El Nogal är det ganska tätbefolkat, med 144 invånare per kvadratkilometer. Närmaste större samhälle är Oaxaca de Juárez, 11,0 km väster om El Nogal. Trakten runt El Nogal består till största delen av jordbruksmark.